# Earned run average
Earned run average (ERA) is een van de statistieken die wordt bijgehouden in het honkbal. Het getal staat voor het aantal runs dat een werper tegen krijgt berekend over een volledige wedstrijd van negen innings. De ERA wordt bepaald door het aantal runs te delen door het aantal geworpen innings vermenigvuldigd met negen. Runs door honklopers die de honken hebben bereikt als gevolg van een fout (ook als het er een van de pitcher was) tellen niet mee in de ERA. Hoe lager de ERA, hoe beter een pitcher presteert.

## Oorsprong van deze statistiek
Voor de 19e eeuw kwam in een honkbalwedstrijd veelal maar één werper in actie. De verhouding gewonnen wedstrijden versus verloren wedstrijden was derhalve voldoende om de effectiviteit van een werper te bepalen. Rond 1900-1910 begon men (in de honkbalcompetities in de Verenigde Staten) echter gebruik te maken van aflossende werpers, zoals bijvoorbeeld James Otis Crandall and Charlie Hall. Zodoende ontstond de behoefte aan een statistiek waarmee de werpers onderling konden worden vergeleken, ondanks het feit dat ze verschillende aantallen innings in actie waren gekomen. Vanaf vanaf 1912 in de National League daarom gebruikgemaakt van de rond de eeuwwisseling door Henry Chadwick bedachte statistiek, ERA. De statistiek werd in het begin nog de John Heydler-statistiek genoemd, naar de secretaris van de NL. De American League volgde na een tijdje hun voorbeeld .
In sommige statistiekdatabases worden ook wel ERA’s voor de jaren voor 1912 gegeven, maar dit zijn dan achteraf berekende waarden.

## ERA door de jaren heen
De ERA is niet alleen afhankelijk van de kwaliteit van een werper, maar ook van externe omstandigheden. Zo werd tussen 1910 en 1920 een ERA van 2.00 of lager in de Major League beschouwd als een goede score. Daarna veranderden bepaalde zaken in het honkbal in Amerika dusdanig dat de slagmensen het makkelijker kregen. Een ERA van 4.00 of lager werd eind jaren 20 en in de jaren 30 in de Major League beschouwd als een goede score. Slechts enkele hele heel goede werpers als Dazzy Vance or Lefty Grove kregen het voor elkaar om in de periode een ERA van lager dan 3.00 te scoren. Rond 1960 veranderden de omstandigheden in de VS opnieuw. Een voorbeeld daarvan was de veranderende afmetingen van de honkbalstadions en terreinen. Hierdoor hanteerde men weer een drempel van 2.00 voor goede werpers. In het moderne honkbal wordt 4.00 of lager echter weer beschouwd als erg goed. Er zijn echter ook werpers zoals Greg Maddux en Pedro Martínez die daar nog onder blijven.

## ERA voor startende versus aflossende werpers
Het vergelijken van de ERA van een startende werper met de ERA van een aflossende werper kan misleidend zijn, omdat alleen de runs van honklopers die de honken bereikten nadat ze aan slag waren tegen de betreffende werper worden meegeteld. Wanneer een aflossende werper dus bijvoorbeeld ingezet wordt bij een voorsprong van 1 run, met 2 uit en alle honken bezet en vervolgens een honkslag tegen krijgt, waaruit twee runs worden gescored worden deze runs niet meegeteld voor de ERA van de aflossende werper. Wanneer hij de volgende slagman uitgooit zal zijn ERA dus 0.00 bedragen, ondanks het feit dat in zijn halve inning de voorsprong van 1 run is weggegeven. 
Daarnaast is het voor aflossende werpers makkelijker om een lage ERA te bewerkstelligen, omdat ze vaak veel minder innings gooien en daardoor veel meer energie in elke worp kunnen leggen.
Bij het vergelijken van de ERA van werpers die actief zijn in verschillende competities dienen ook regels zoals de mogelijkheid om een aangewezen slagman te gebruiken, in ogenschouw genomen te worden. Zo zijn werpers die in de American League gooien in het nadeel ten opzichte van werpers die in de National League gooien, aangezien in de AL sinds 1973 gebruikgemaakt wordt van aangewezen slagmannen (die gemiddeld genomen moeilijker te bestrijden zijn de werper die ook als slagman actief is. Daarbij is het overigens opmerkelijk dat Martinez en Rivera, twee van de werpers met een erg lage ERA grotendeels actief waren in de AL.

## ERA-Recordhouders

### Major League Baseball

#### Laagste ERA in een carrière
| Nr. | ERA  | Werper         | Team(s)                       | Jaren            |
| --- | ---- | -------------- | ----------------------------- | ---------------- |
| 1   | 1.82 | Ed Walsh       | Chicago (AL), Boston (NL)     | 1904–17          |
| 2   | 1.89 | Addie Joss     | Cleveland (NL)                | 1902–10          |
| 3   | 1.89 | Jim Devlin     | Chicago (NA), Louisville (NL) | 1875-77          |
| 4   | 2.02 | Jack Pfiester  | Pittsburgh (NL), Chicago (NL) | 1903-04, 1906-11 |
| 5   | 2.03 | Smoky Joe Wood | Boston (AL), Cleveland (AL)   | 1908-15, 1917-22 |